# PewDiePie: Legend of the Brofist
PewDiePie: Legend of the Brofist es un videojuego de plataformas en 2D de acción-aventuras desarrollado y publicado por Outerminds Inc, en colaboración con el youtuber de origen sueco PewDiePie. El juego fue lanzado para las plataformas iOS y Android el 24 de septiembre de 2015 convirtiéndose en el juego pago más descargado en la App Store de Estados Unidos en menos de dos horas después de su lanzamiento. Más tarde, el 10 de diciembre de 2015, fue lanzado para las plataformas Microsoft Windows y OS X con el modo cooperativo.

## Gameplay
PewDiePie: Legend of the Brofist es un videojuego de plataformas en 2D basado en un universo ficticio. El juego se centra en un mundo donde un ejército de barriles trata de robarse a los fanes de Pewdiepie. El jugador se embarcará en una aventura para salvarlos, realizando duras misiones, que incluyen derrotar a Jefes Finales, y colectando a lo largo, de estas, Brocoins (monedas que servirán para mejorar a nuestros personajes). Los personajes jugables incluyen a PewDiePie, CutiePieMarzia y sus mascotas pugs (Edgar y Maya).
El juego incluye las voces de muchos Youtubers incluyendo a PewDiePie, CutiePieMarzia, CinnamonToastKen, Markiplier, JackSepticEye y Cryaotic. También incluye referencias a personajes y bromas encontradas en los videos de PewDiePie.
Posee cuatro dificultades: Fácil, Difícil, Bro y Modo Pug (este se desbloquea tras finalizar el juego y completar un nivel en dificultad Bro). La dificultad afecta el modo en el que perdemos vida en juego: en fácil se pierde un corázon, en difícil se pierden dos corazones, en bro se pierden cuatro corazones; y en el Modo Pug solo poseemos un corazón a lo largo de todo un nivel. En Bro y en el Modo Pug se quitan los checkpoints.

## Trama
El juego comienza en la casa de PewDiePie, con este último subiendo un video a YouTube, y se sorprende cuando ve que no tiene ninguna reproducción. Más tarde, un barril trata de atacarlo sin éxito. Pewdiepie encuentra a Marzia, y a los pugs, y las llaves del auto. Antes de irse con los pugs, el Rey Barril anuncia por teléfono que los fanes de PewDiePie deben ser capturados para encontrar el Brofist Legendario. Inmediatamente tras irse, Marzia decide ir a su cama a comer snacks.
Cuando PewDiePie aparece manejando su auto por la autopista, el General Barril aparece con un tanque. PewDiePie logra esquivarlo hasta que se ve acorralado por el General. Sin embargo, Markiplier aparece en un Jet para salvarlo, pero debido al alto costo del combustible del jet, lo deja manejando una avioneta. Entonces aparece el General Barril en un tanque volador, quien es derrotado por Pewdiepie ya que este hizo explotar el tanque matando al General en el proceso, quien dice que su hermano en el Polo Norte lo vengaría.
Pewdiepie decide ir al Polo Norte, donde se encuentra con Shannon, un tiburón femenino y fangirl, y la rescata de los barriles. Más tarde se encuentra con CinnamonToastKen, quien se encuentra en la cima de un risco de nieve al que Pewdiepie no puede acceder. Hasta que Stephano, una pequeña estatua dorada, le dice que utilice su poder para alcanzar el risco. Pewds le hace caso y lo utiliza como gancho para escalar hasta la cima, pero desafortunadamente lo olvida y lo deja atado al risco. En una cueva conoce al hermano del General Barril: el Generoll Barril. Este quiere vengar la muerte de su hermano, pero fracasa en el intento y es derrotado por Pewdiepie y por el poderoso sentido del olfato de CinnamonToastKen. Antes de morir, el Generoll Barril contacta con el malévolo Rey Barril y le cuenta acerca de su derrota, entonces el Rey decide llamar a un mercenario desconocido. CinnamonToastKen decide quedarse en la cueva para asegurarse de que Pewdiepie no sea seguido.
Luego de esto, Pewdiepie libera a JackSepticEye, quien había sido emboscado por un par de barriles. Tras esto, JackSepticEye decide ayudar a Pewds, guiándolo con su "ojo" que puede disparar rayos láser. Ellos encuentran la salida, que está bloqueada por Jennifer; una roca femenina fangirl de Pewds. JackSepticEye le da la orden a su "ojo" para quitar a Jennifer del camino. En la salida, JackSepticEye decide quedarse para asegurarse de que Pewdiepie no sea seguido. La salida lleva a Pewds a los místicos bosques de Transilvania, y luego llama a Markiplier para que saque de ahí. Markiplier lo recoge en un helicóptero y se van.
Markiplier lo deja caer en África. Luego de un largo viaje, se encuentra con el mercenario contratado por el Rey Barril: FalconLover, un Youtuber poco conocido, híbrido entre un humano y una jirafa. Luego de ser derrotado, el confiesa que quería ser popular, y le dice a Pewdiepie que descargue una aplicación llamada "UFOGO" para entrar en la base de los barriles, pero antes que lo haga la nave lo atrapa. Ya en la nave, y tras recorrer un largo camino dentro de esta, se encuentra con el Youtuber Cryaotic cuya identidad es secreta. Más tarde, los dos llegan hasta la Luna. Están a punto de besarse, hasta que Marzia llama y les dice que aún estando ellos en la Luna sabe lo que estaban a punto de hacer ambos. Avergonzado, Cry se va, y Pewds se desmaya.
Finalmente encuentra la base del Rey Barril, donde todos sus fanes están capturados en celdas de vidrio. Aparece entonces el Rey Barril, un barril gigante vestido con una corona y una capa. Pewdiepie lo derrota y libera a sus fanes. Todos los fanes reunidos crean el Brofist Legendario. El Rey Barril le pregunta como hizo para crear el Brofist Legendario, a lo que Pews responde que el Brofist está en su corazón, lo que da por hecho que los barriles al ser seres materiales no pueden poseer el Brofist Legendario. Instantáneamente, el Rey Barril es asesinado por el Brofist Legendario, por lo que todo el mundo celebra.
Luego de los créditos, los restos del Rey Barril son vistos siendo llevados por sus esbirros barriles.

### Personajes

#### Personajes jugables
- PewDiePie, un Youtuber sueco que hace videos de gaming y posee dos pugs, Edgar y Maya (quienes lo acompañan a lo largo del juego). Es el protagonista principal del juego y posee el Brofist Legendario.
- CutiePieMarzia, novia de PewDiePie y Youtuber que realiza videos sobre moda. En el juego viaja acompañada de Edgar y Maya.
- Markiplier, un amigo de PewDiePie y un Youtuber que realiza videos de gaming. En el juego, es acompañado por su amigo Tiny Box Tim.
- CinnamonToastKen, otro amigo de PewDiePie y Youtuber que viste con gorro de oso en sus videos de gaming. En el juego, el viaja acompañado de sus mascotas Jackie y Betty, dos corgis.
- JackSepticEye, otro amigo de PewDiePie y Youtuber que realiza videos de gaming. En el juego viaja acompañado de su amigo "ojo" Septic Eye Sam.
- Cryaotic, otro amigo de PewDiePie y Youtuber que realiza videos de gaming. Su identidad es secreta.
- Pato, un personaje secreto desbloqueable en el juego, es un pato. En el juego es acompañado por dos patitos.

#### Villanos
- El Rey Barril, el antagonista principal del juego, y líder de los barriles, una especie de barriles creados para contener humanos. Él captura a los fanes de PewDiePie y da la orden de encontrar el Brofist Legendario.
- General Barril, un malévolo general que manda a los barriles, y que posee un tanque capaz de volar por los cielos.
- Generoll Barril, hermano del General Barril que vive en el Polo Norte.
- FalconLover, un híbrido entre humano y jirafa, que realiza "360 noscopes", y Youtuber que hace spam en el canal de PewDiePie para ser popular. Su ortografía es terrible.
- Una vaca fanática de PewDiePie que explota cuando lo ve.
- Los Illuminati, un grupo secreto que controla el gobierno. Aparecen en una nave triangular rotativa que dispara hacia PewDiePie.
- EmoKeebo, un tecladista que toca música que golpea a los personajes.

#### Aliados
- Shannon, un tiburón femenino y fangirl de PewDiePie que es rescatada por este en el Polo Norte.
- Stephano, una pequeña estatua dorada aliada de PewDiePie.
- Jennifer, una roca femenina obsesionada con PewDiePie.
- Fanáticos de PewDiePie (bros) que son rescatados por PewDiePie al final del juego.

## Recepción
El juego fue bien recibido por la crítica. The Guardian le dio al juego 4 estrellas de 5. El juego también es un éxito financiero, superando los $100.000 el día de su lanzamiento en los Estados Unidos.